# Judith Uwizeye
Judith Uwizeye, née le 20 août 1979 au Rwanda, est une juriste et femme politique rwandaise. Elle est ministre de la Fonction publique et du Travail entre 2014 et 2017, puis ministre auprès du président de la République depuis 2017.

## Biographie
Elle obtient un Bachelor of Laws à l'université nationale du Rwanda en 2006. Elle poursuit ensuite ses études à l'université de Groningen (Pays-Bas), où elle décroche une maîtrise en économie internationale et en droit des affaires,.
En 2006, elle commence à enseigner à la faculté de droit de l'université nationale du Rwanda. L'institution a depuis fusionné avec d'autres institutions supérieures publiques d'apprentissage pour devenir l'université du Rwanda. Au moment de sa nomination ministérielle en 2014, elle était professeur associée en économie internationale et en droit des affaires,.
Elle est mariée à Manase Ntihinyurwa, un agent des douanes de la Rwanda Revenue Authority (en). Ils ont deux enfants.

## Source
- (en) Cet article est partiellement ou en totalité issu de l’article de Wikipédia en anglais intitulé « Judith Uwizeye » (voir la liste des auteurs).